# Mikołaj Hapunik
Mikołaj Hapunik (ur. 5 października 1939 w Świsłoczanach) – polski działacz partyjny i państwowy, w latach 1978–1981 wicewojewoda białostocki.

## Życiorys
Syn Józefa i Zofii. Ukończył studia z administracji w filii Uniwersytetu Warszawskiego w Białymstoku, w 1971 został skierowany na aspiranturę w Akademii Nauk Społecznych przy KC KPZR. W 1958 wstąpił do Polskiej Zjednoczonej Partii Robotniczej. Od 1961 związany z Wydziałem Rolnym Komitetu Wojewódzkiego PZPR w Białymstoku, gdzie był kolejno instruktorem, zastępcą kierownika i w 1975 kierownikiem. Od 1975 zasiadał w KW PZPR tzw. „małego” województwa białostockiego, gdzie kierował Wydziałem Rolnym i Gospodarki Żywnościowej (1975–1978) i zasiadał w egzekutywie (1978–1981). Jednocześnie ok. 1978–1981 zajmował stanowisko wicewojewody białostockiego.